# Rahimo FC
Rahimo Football Club w skrócie Rahimo FC – burkiński klub piłkarski grający w pierwszej lidze burkińskiej, mający siedzibę w mieście Bobo-Dioulasso.

## Sukcesy
- I liga[1]:
  - mistrzostwo (2): 2018/2019, 2024/25.

- Puchar Burkiny Faso[2]:
  - zwycięstwo (1): 2019.

- Superpuchar Burkiny Faso[3]:
  - zwycięstwo (1): 2020.

## Występy w afrykańskich pucharach
| Sezon     | Rozgrywki     | Runda   | Kraj    | Klub       | Dom | Wyjazd | Dwumecz |
| --------- | ------------- | ------- | ------- | ---------- | --- | ------ | ------- |
| 2019/2020 | Liga Mistrzów | wstępna | Nigeria | Enyimba FC | 1–0 | 0–5    | 1–5     |
| 2020/2021 | Liga Mistrzów | wstępna | Nigeria | Enyimba FC | 0–1 | 1–1    | 1–2     |

## Stadion
Domowe mecze klub rozgrywa na stadionie o nazwie Stade Wobi w Bobo-Dioulasso, który może pomieścić 10000 widzów.

## Reprezentanci kraju grający w klubie
Stan na maj 2023.
| - Adama Barro - Hamed Belém - Razack Bénin - Aliou Chitou - Mody Cissé - Ousmane Diané - Ibrahim Gnanou - Issa Gouo - Issa Kaboré - Mohamed Kaboré - Kouakou Koffi - Trésor Mofosso | - Ben Daouda Nikiéma - Valentin Nouma - Soumaïla Ouattara - Farid Ouédraogo - Souleyman Sakandé - Zakaria Sanogo - Ousmane Siry - Elisée Sou - Lassina Traoré - Moussa Yedan - Daniel Afriyie - Issa Djibrilla |